# Cucuta / Camilo Daza
Cucuta / Camilo Daza är en flygplats i Colombia. Den ligger i den norra delen av landet, 400 km norr om huvudstaden Bogotá. Cucuta / Camilo Daza ligger 334 meter över havet.
Terrängen runt Cucuta / Camilo Daza är kuperad åt nordost, men åt sydväst är den platt. Runt Cucuta / Camilo Daza är det tätbefolkat, med 297 invånare per kvadratkilometer. Närmaste större samhälle är Cúcuta, 3,8 km söder om Cucuta / Camilo Daza. Omgivningarna runt Cucuta / Camilo Daza är en mosaik av jordbruksmark och naturlig växtlighet.